# 古武術身体操法
古武術身体操法（こぶじゅつしんたいそうほう）は、甲野善紀が提唱した古武術（日本武術）の伝書や形（型）などから身体の動かし方を研究して取り出したと称する身体メソッド。
しかし、実在する古流諸派の技法を応用したというわけではなく、提唱しているのは甲野と彼の関係者のみであるため、実質的には現代に創作された「甲野式」とでもいうべきメソッドである。甲野自身も、現在は自分の技法に「古武術」の名称を被せたり、それを冠したタイトルのムック製作などは遠慮してほしいと述べている。
日本に昔から伝わる武術の達人は小さな力で相手を打ち負かせたというが、甲野はこのような達人の逸話が伝説ではなく実際に再現できるものであるとし、研究を行っている。古武術の動きには小さな力で大きな効果を生む秘訣が含まれており、これは日常生活の動きやスポーツへの応用も可能であるという。

## 古武術身体操法の例
階段を登る
右足を出すときは右手を一緒に出し、左足を出すときは左手を一緒に出すナンバ歩きによって身体を捻らず楽に階段が登れる。
荷物を持ち上げる
足の裏をぴったり床につけ、体重を足裏の全体にかける。これを薄氷を踏む足という。そして腰を落とし荷物を全身で「着る」ようにして持ち上げると、荷物の負担が身体全体に散って楽に持ち上げることが可能になる。手の力で踏ん張って持ち上げようとすると負担が大きい。（ただし、背骨を曲げて持ち上げると腰を痛めるので注意すること。背骨を伸ばして膝を活用するように。）
手荷物を持つ
小指・薬指・中指の三本の指で持つ(人差し指・親指をはずす)そして腕を身体に沿わせる。すると腕や肩に負担をかけず、重心が安定した状態で荷物を持てる。
寝ている人を起こす
中指・薬指を折り曲げ、親指・人差し指、小指を伸ばして折れ紅葉（開いた掌から中指と薬指を折り曲げた状態。シラットでも開いた掌から中指・薬指・小指を折り曲げる手法がある。両方とも腕力を効率的に引き出すのに良いらしい。）の形の手を作る。この手の状態で相手を抱えると、腕の力ではなく全身で抱える状態になる。そして自分の体重を後ろに移動させて相手を起こす。相手と自分の重みが一体化するように。